# 大山寺 (徳島県上板町)
大山寺（たいさんじ/おおやまでら）は徳島県板野郡上板町に所在する真言宗醍醐派の寺院。仏王山（ぶつおうざん）、玉林院（ぎょくりんいん）と号す。本尊は千手観世音菩薩。四国別格二十霊場第一番札所、四国三十六不動尊霊場第一番札所、阿波西国三十三観音霊場（東部）第二十五番札所。
- 本尊真言：おん ばさら たらま きりく
- 御詠歌：さしもぐさ たのむちかひは 大山の 松にも法の 花やさくらむ

## 概要
寺院は大山（標高691.3 m）の中腹の標高450 mあたりにあり、山頂からの眺望は「徳島百景」の一つとなっている。往時は、阿波の麓からの参拝者ばかりでなく、讃岐側からは山を越えればすぐに当寺にこれたため半数は讃岐からの参拝者であったという。

## 歴史
寺伝によれば6世紀前後、武烈天皇・継体天皇の時代に西範僧都（せいはんぞうず）が開基した阿波国最初の仏法道場であると伝えられている。大治元年（1126年）10月12日に六百年忌が行われており、西範僧都が亡くなったのは526年となる。
平安時代前期、空海（弘法大師）が阿波入国した際に当地に立ち寄り、西方笹原にあった当寺を現在地に移転し、山号を仏王山、印度の須弥山にちなみ寺名を大山寺とし、伽藍の整備を行い、恵果より授かった千手観音像を本尊として安置したと言われている。
寿永3年（1184年）源義経一行は平家討伐の折、当寺に必勝祈願をし、勝利のあと三宝荒神像・初音のつつみ・愛馬薄雪を寄進したと伝えられている。
戦国時代、近隣にあった七条城の城主・七条兼仲は当山に祈願し怪力を得たとされる。そのお礼として九重の石塔と鏡餅を当山に背負い上げたと言われている。この伝説に因み、江戸時代になると徳島藩主蜂須賀家は家臣に大鏡餅を担がせ力自慢を競わせた。なお、現在でも毎年1月第3日曜日に「力餅」と呼ばれる、大鏡餅（86キログラム）を載せた三方（合計169キログラム）を抱えて歩く距離を競う行事が行われている。
昭和初期まで、大師堂の右後方に三重塔が存在していたが、山火事の延焼により失われた。ただし、その本尊の金剛界大日如来は助け出され、他の堂宇も難を逃れている。

## 境内

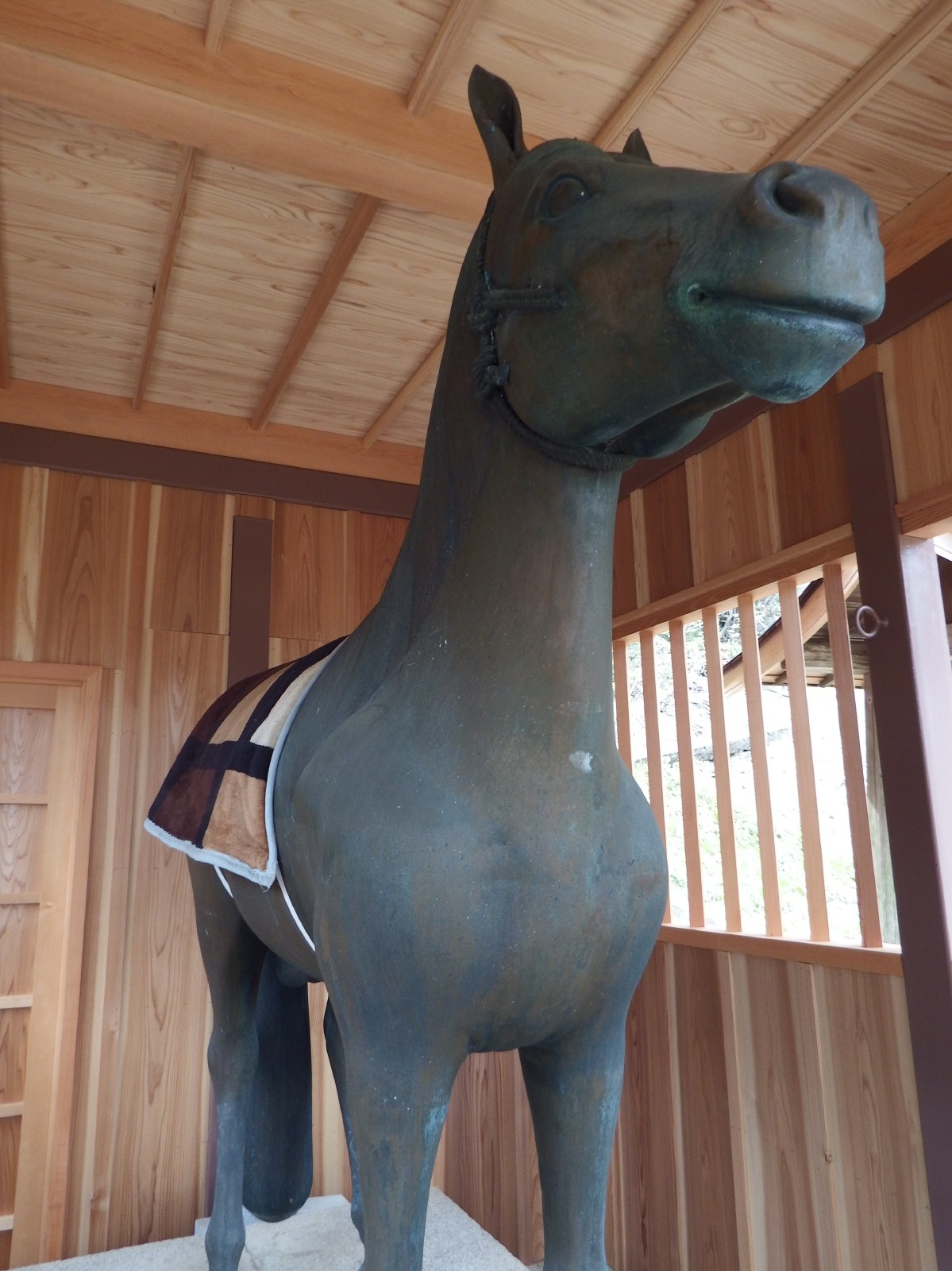
駿馬

- 山門（仁王門）：室町時代作と伝わる住職さんお気に入りの仁王像。小字名が「仁王門」である。
- 鐘楼門：仁王門よりここまで約260段。
- 本堂：本尊は開帳され無い秘仏であったが、開創1,200年のとき一度だけ開帳された。脇仏は「大山無動」と称する土御門上皇が阿波遷幸のおり寄進した不動明王坐像と毘沙門天立像。
- 大師堂：向かって左に役行者、右に理源大師、三宝荒神、愛染明王、聖天。
- 回廊：両堂を繋ぐ回廊で背面と通路を間仕切りし壇を設け木造彫刻の西国三十三所写し仏が並べられている。
- 駿馬「薄雪」の墓と銅馬：墓は旧参道15丁目の元結掛堂の傍らに葬られ建立された五輪塔を当地に移されたもの。銅馬は1852年蜂須賀藩が京から迎えた鋳造師の子によって造られ、それまでは木製で上に銅製の馬頭観音が乗っていたが、銅馬が造られるとき仏像は胎内に入れられたと伝わっている。馬小屋は2021年春に改築された。
- 熊野大権現社（祠）
- 西国三十三所の写し石仏：天保2年のもので、以前は当寺への参道脇に点在していたものを境内に集められ大師堂の前に置かれている。
- 歌碑句碑：健二「売られゆく牛は気配に聡くして 手綱持つ手を舐めて動かず」、「雪嶺をなるべき明日へ鐘を撞く」、千恵子「ほととぎす音のこゑのみな月の陶質もろき空のいろかな」、「千体の仏の声か・・あらし」、紫山「でヾ虫ののらりくらりのあと乾く」が本堂エリアの境内にある。
- 短歌の小径：本堂に向かって左の境内左端から奥の院へ上る道に十数基ある。平成26年4月徳島短歌創刊777号記念事業。
- 本坊

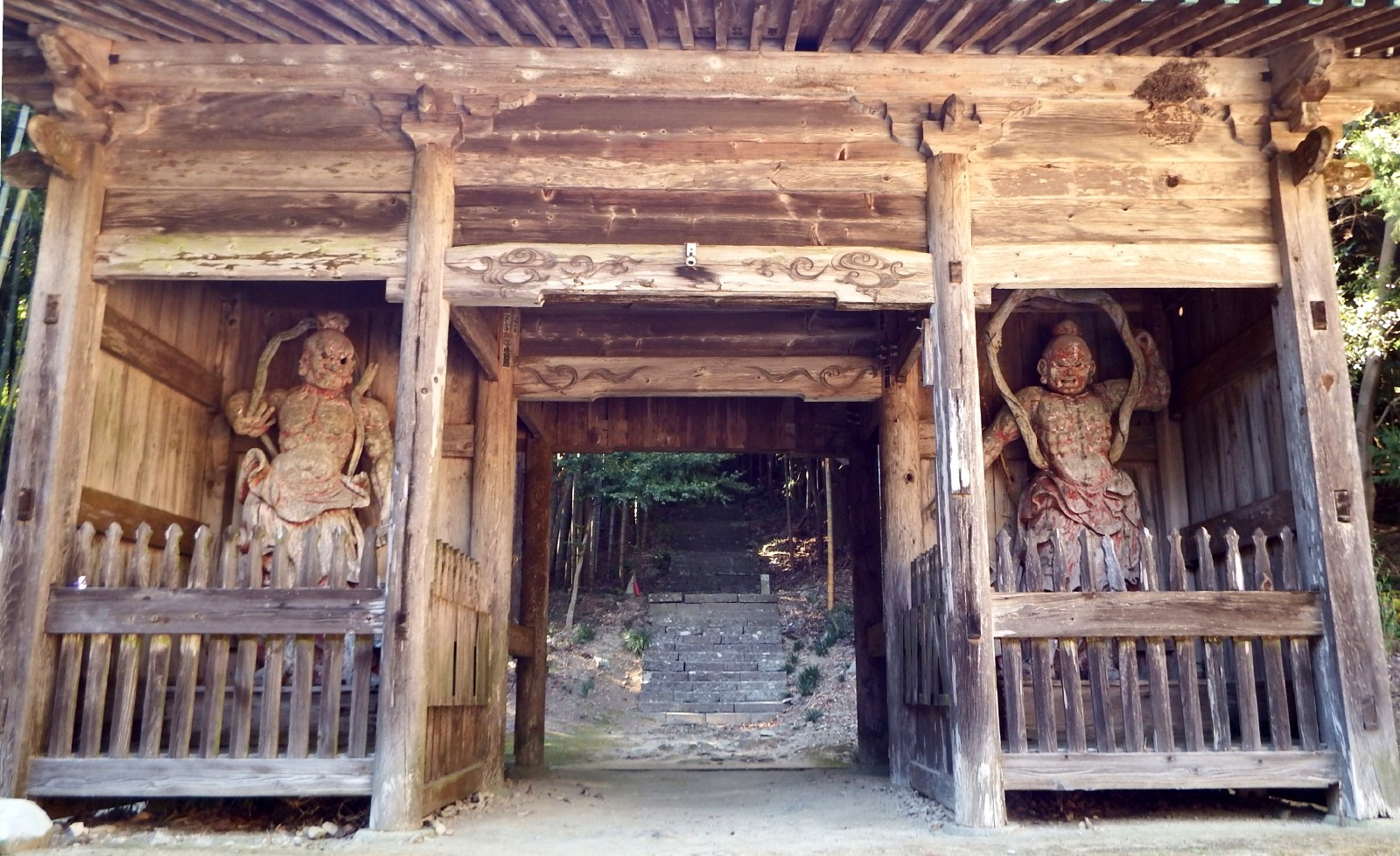
仁王門
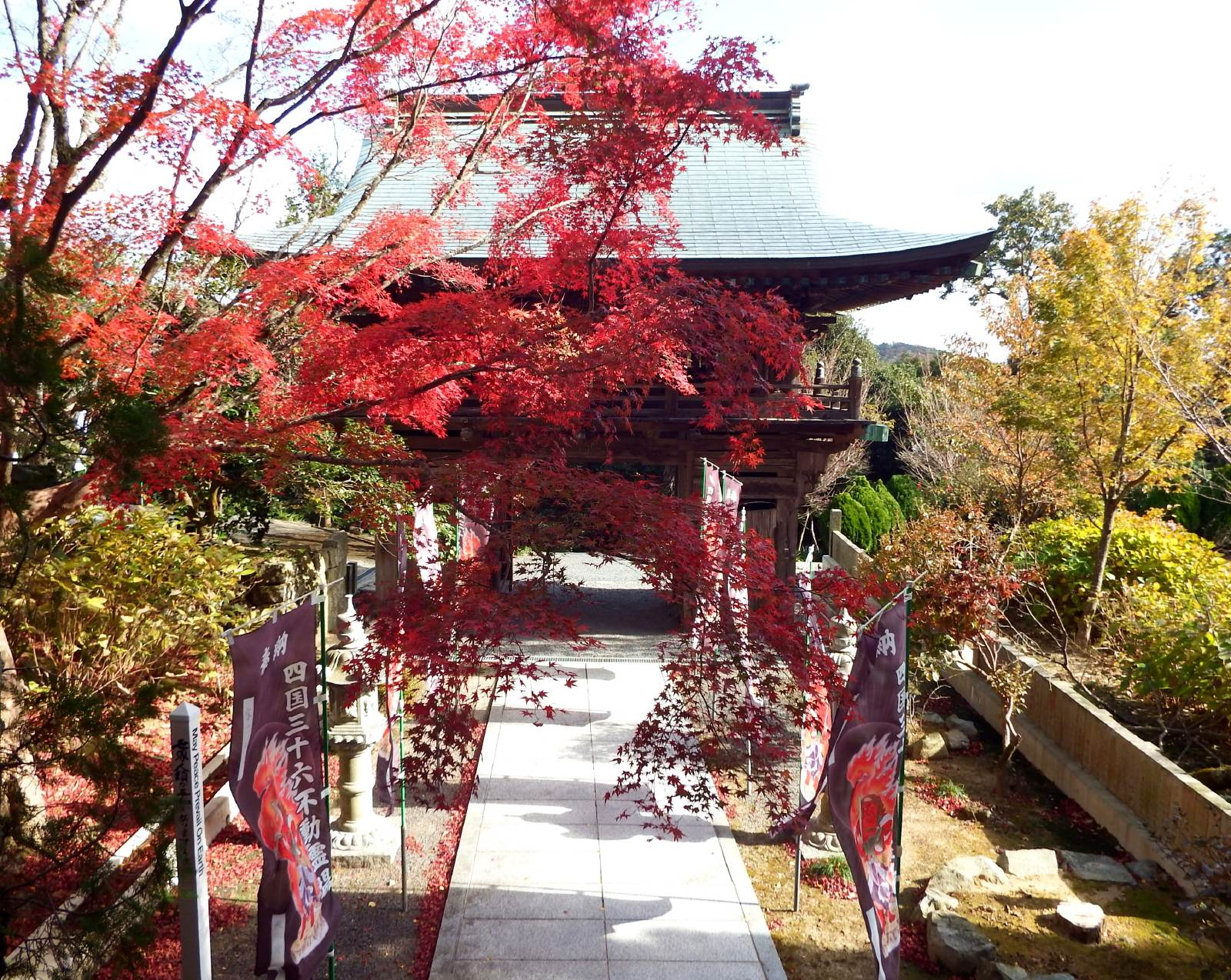
鐘楼門
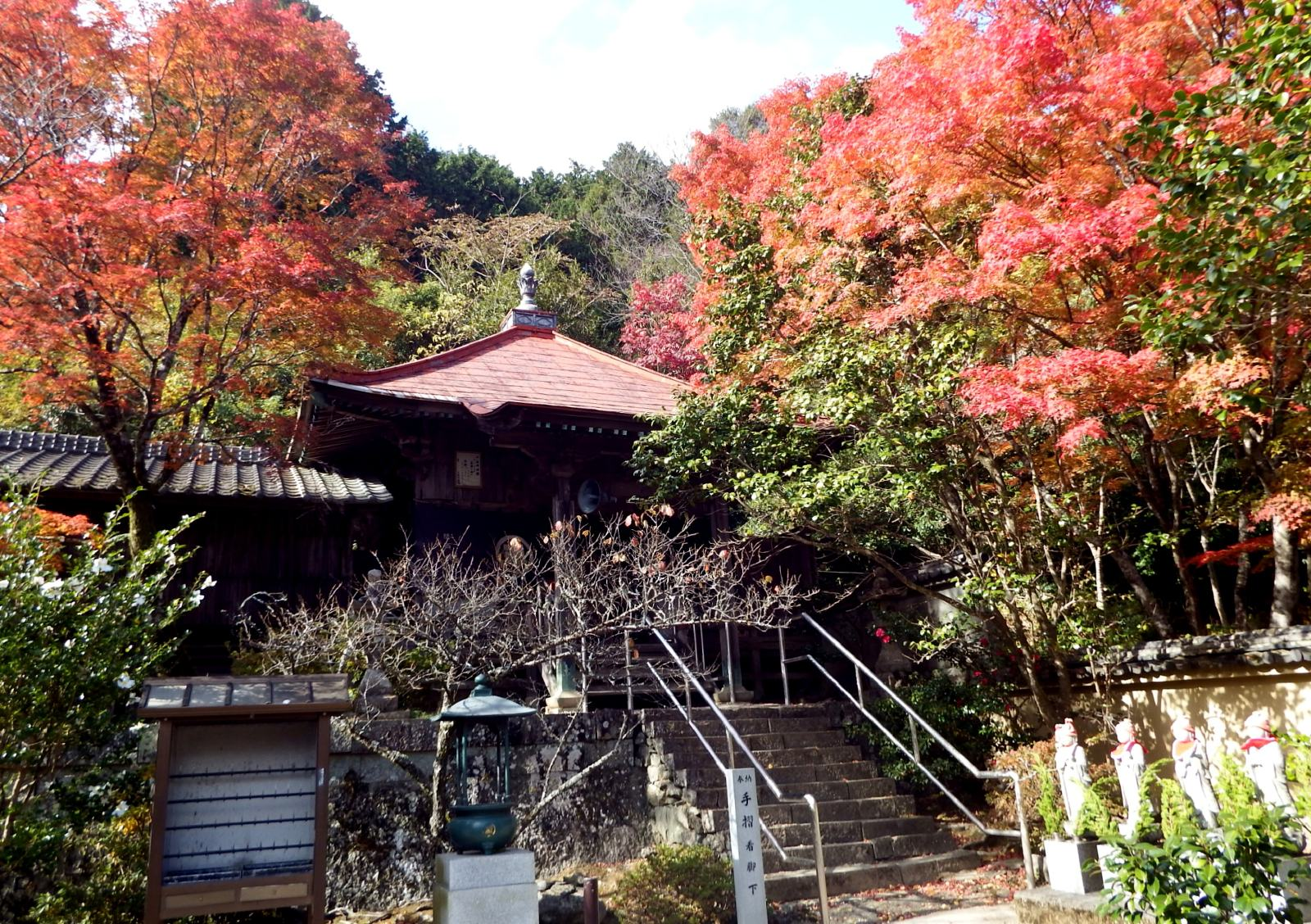
回廊と大師堂
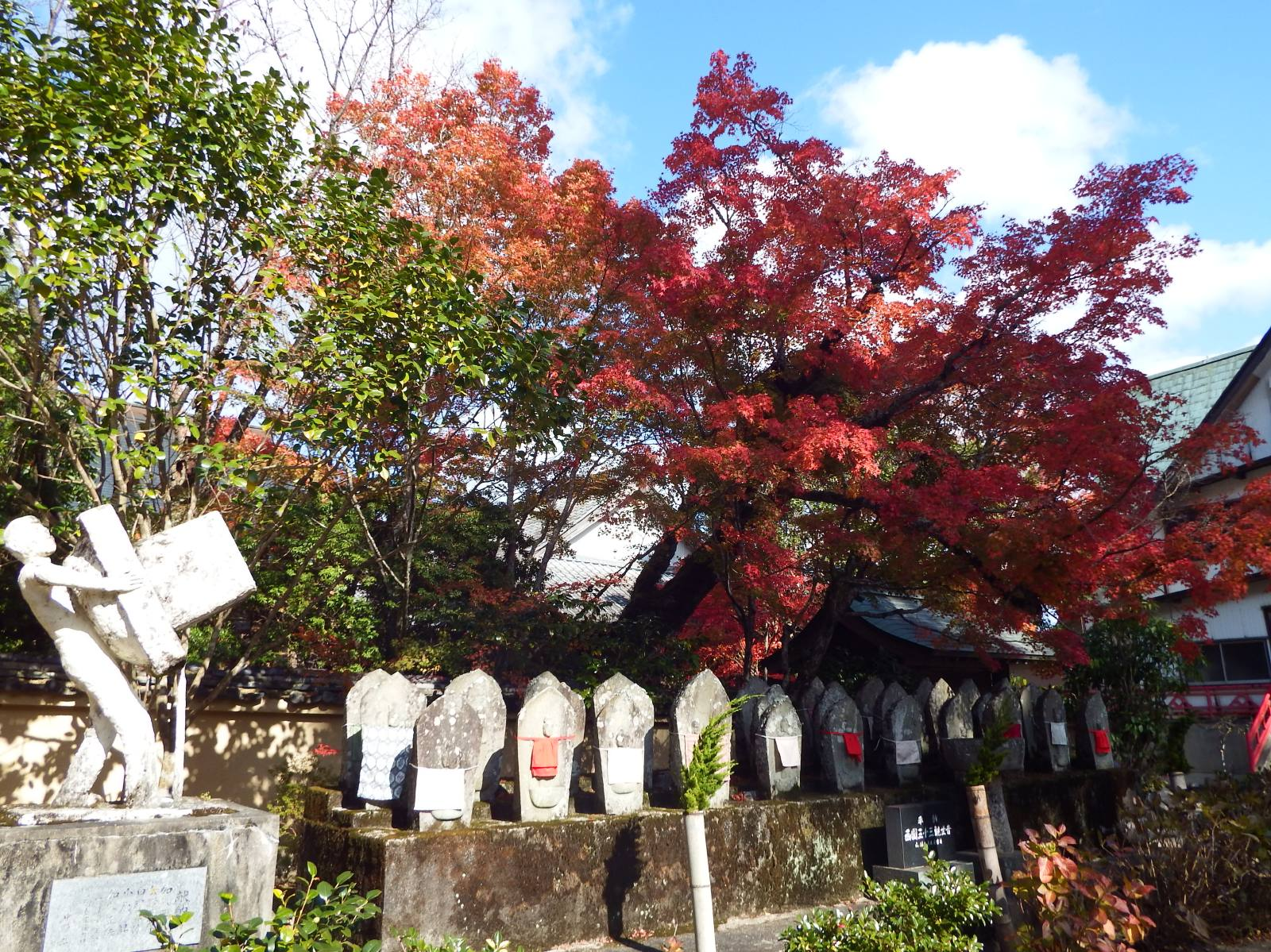
力餅とミニ三十三所

## 文化財
重要文化財

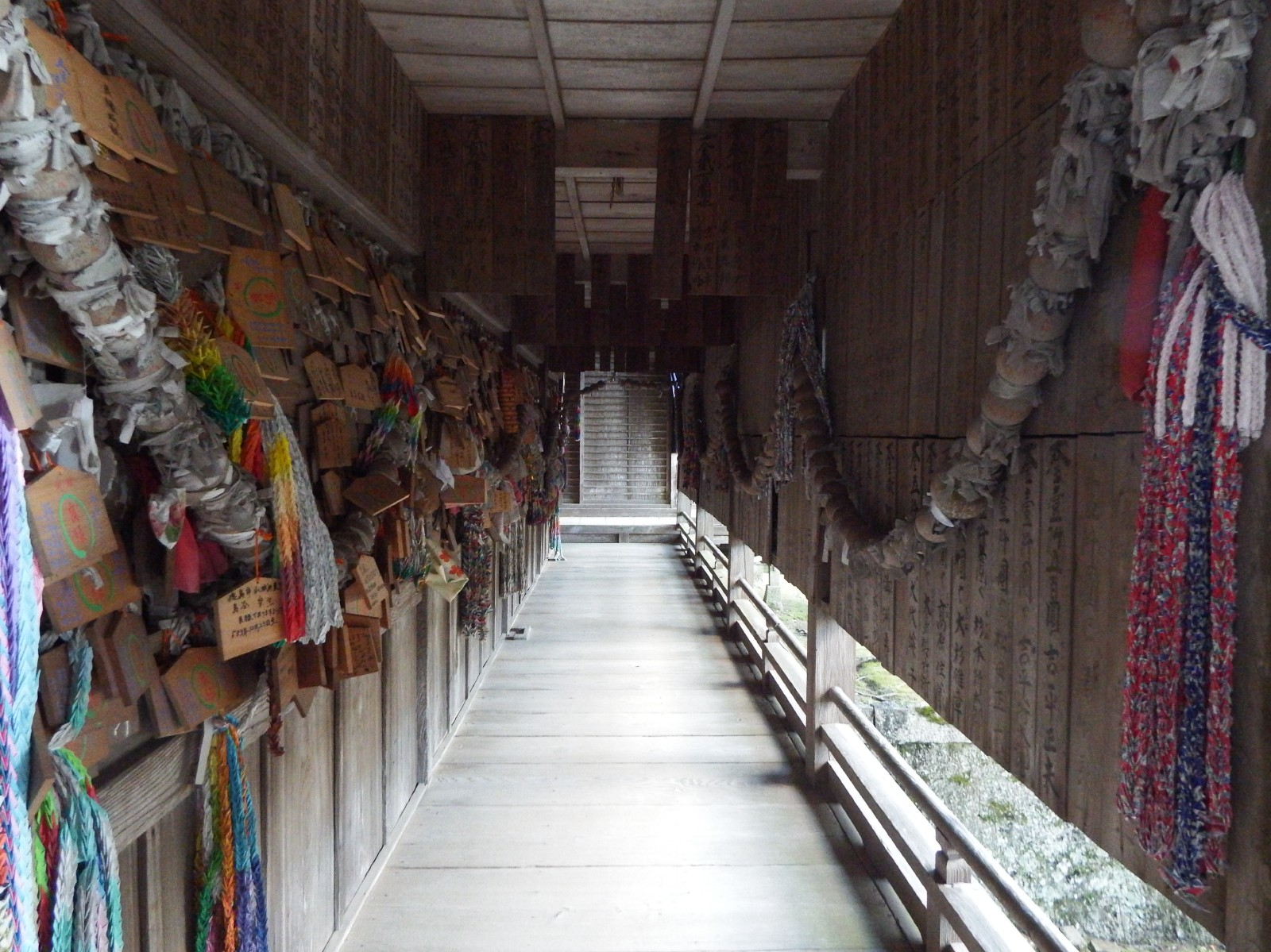
回廊

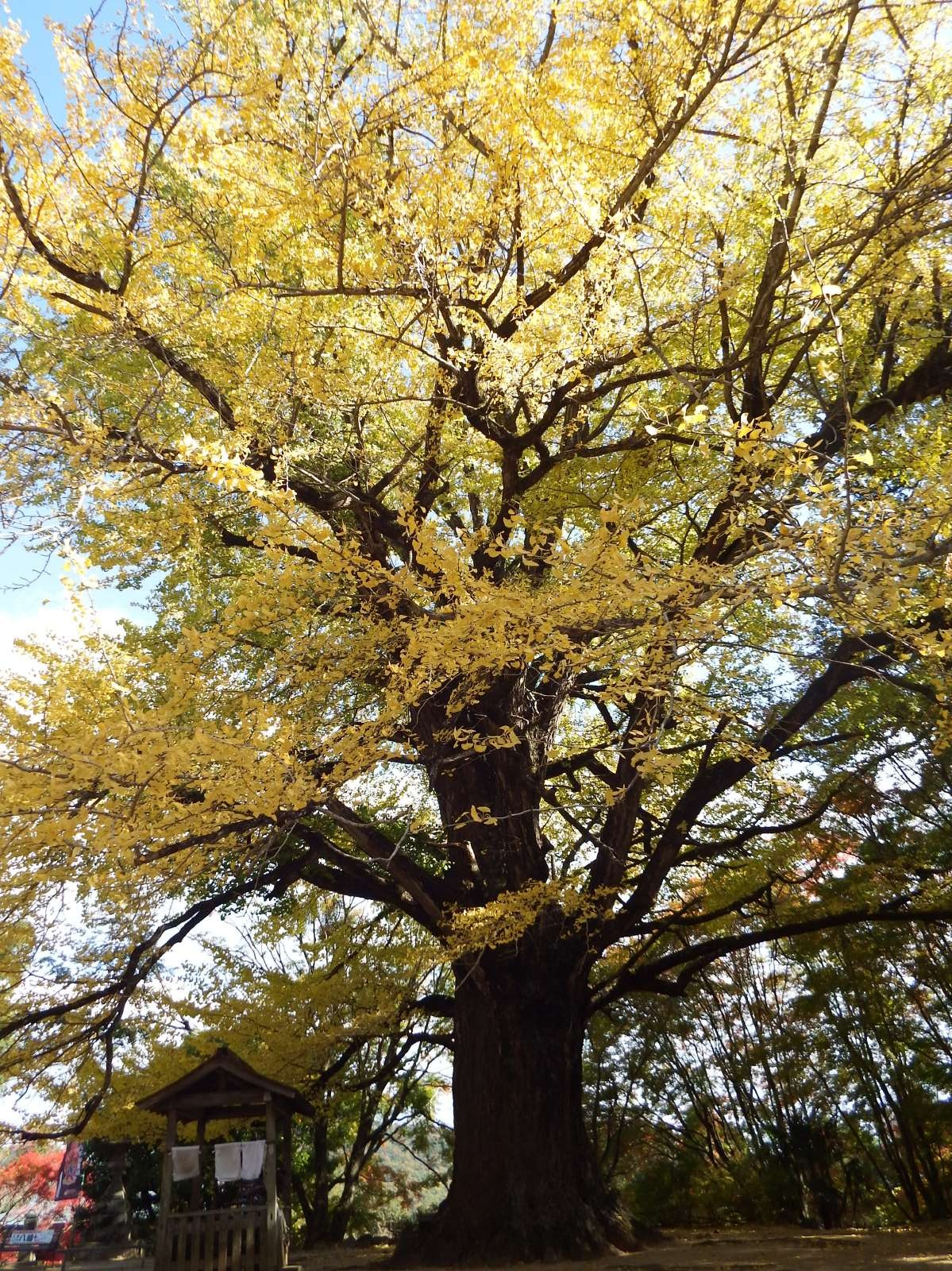
弁慶銀杏

- 銅経筒 - 江戸時代後期の天保2年（1831年）に寺近くの経塚から発見されたという。銅製の経筒で、高さ34.5 cm、口径17.5 cm。平安時代末期の大治元年（1126年）10月の銘が刻まれている。明治43年（1910年）8月29日指定[1]

登録有形文化財
- 本堂：1661-1751建築／1796移築・1952・1985改修、木造平屋建、銅板葺、建築面積155 m2、平成23年（2011年）01月26日登録[2]
- 大師堂：1863建築／1985改修、木造平屋建、鉄板葺、建築面積34 m2、平成23年（2011年）1月26日登録[3]
- 回廊：1830-1868建築、木造平屋建、瓦葺、建築面積45 m2、平成23年（2011年）1月26日登録[4]
- 鐘楼門：1830-1868建築／1985改修、木造2階建、入母屋造の三間一戸楼門、銅板葺、建築面積22 m2、平成23年（2011年）1月26日登録[5]

上板町天然記念物
- 枝垂銀杏：境内中央にそびえる。弁慶が兵糧のギンナンを植えたという逸話から「弁慶銀杏」と呼ばれる。
- 大杉：山門を過ぎた車道脇にあり。樹高28.0 m、根本周囲8.24 m。

## 奥の院

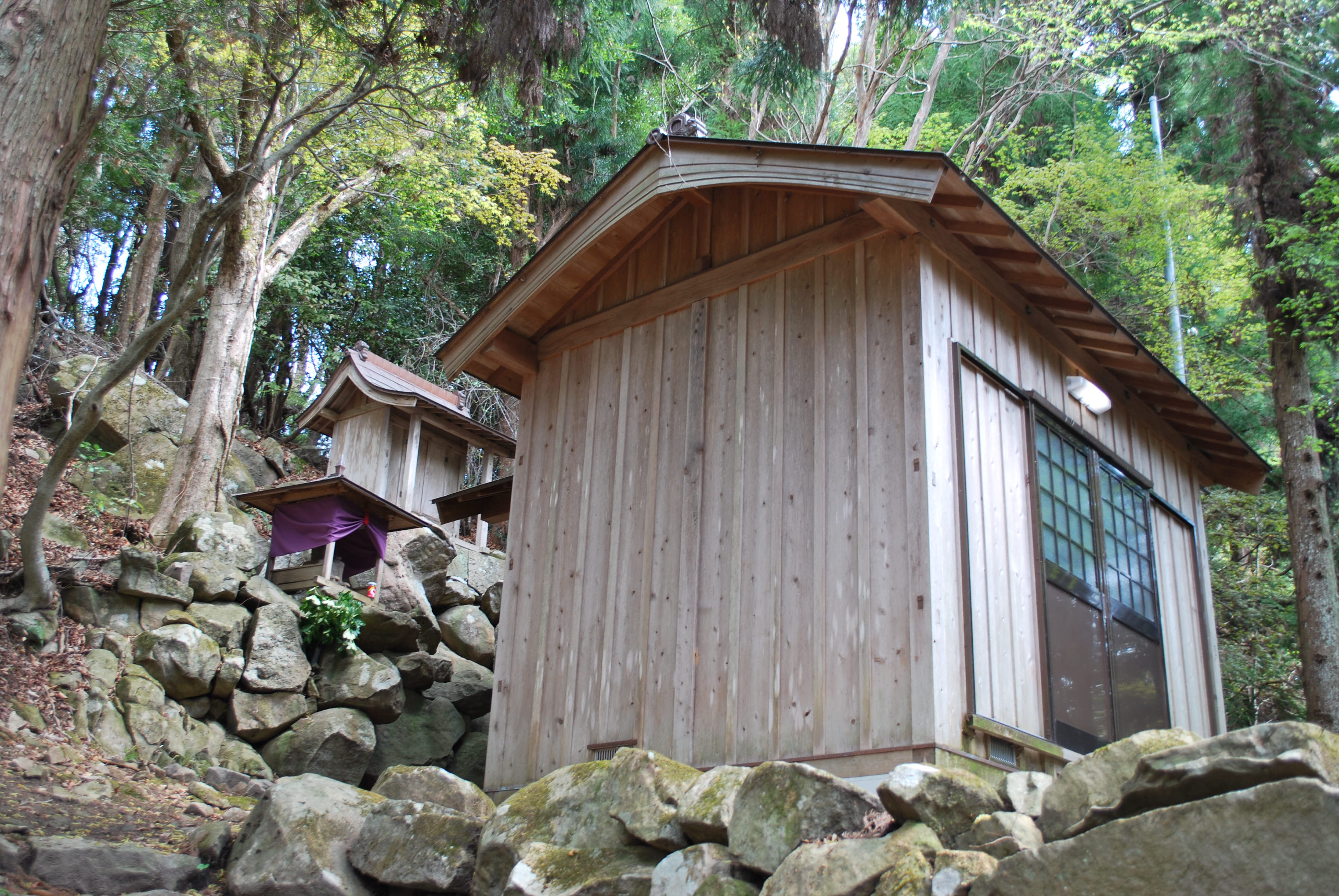
黒岩大権現
行基菩薩や聖宝尊師も修行をされたと云われ、源義経は屋島合戦の折り鞍馬山の僧正坊と親交のあった黒岩山太郎坊をたずね勝利祈願をしたと伝わる。
- 本尊：弘法大師の湧現の波切不動明王がまつられている。
- 奥の院黒岩山波切不動大祭　８月最終日曜日
- 所在地：当寺境内より高低差約230 m徒歩約40分の大山山頂近く（黒岩大権現）

## 周辺の関連項目

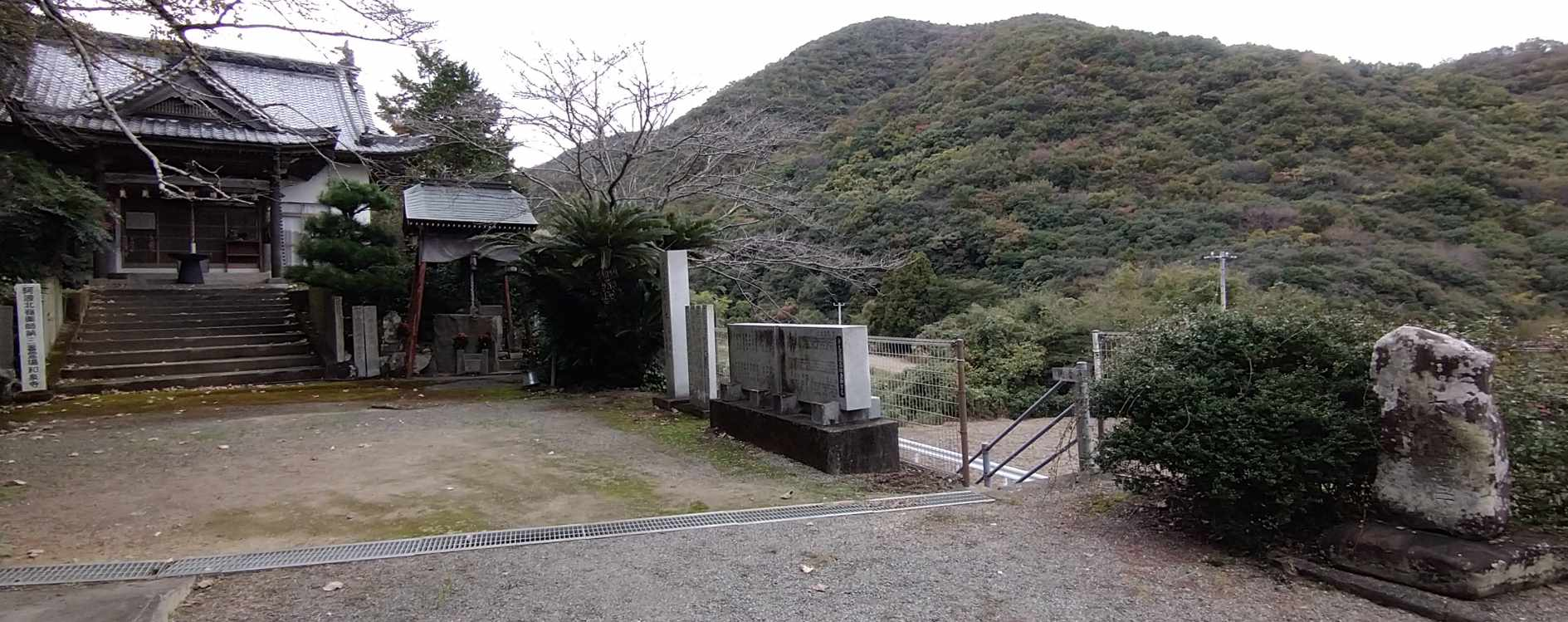
和泉寺本堂（左）、観音道の始まり（下の県道へ下る階段）、三十三丁石（右）

- 古道観音道：麓の和泉寺（わせんじ)から当寺への参詣道で、和泉寺本堂の前に西国三十三所写しの石仏と「大山寺迠三十三丁」の丁石があり、カウントダウンで参詣道に石仏が並ぶ。（和泉寺）

## 前後の札所
四国別格二十霊場
20 大瀧寺 --(47.6 Km)-- 1 大山寺 --(16.7 km)-- 2 童学寺
四国三十六不動霊場
1番 大山寺 --(21.5 km)-- 2番 明王院
阿波西国三十三観音霊場（東部）
24 地蔵寺 --(7.7 km)-- 25 大山寺 --(8.0 km)-- 26 和泉寺